# Ivan Gazidis
Ivan Gazidis (ur. 13 września 1964 w Johannesburgu) – sportowy kierownik biznesowy, obecnie główny dyrektor w klubie AC Milan. Najbardziej znany jest z poprzednio sprawowanej funkcji zastępcy komisarza głównej ligi futbolowej w Ameryce, Major League Soccer.
Pochodzący z Grecji Południowoafrykańczyk przeniósł się do Wielkiej Brytanii w wieku 4 lat i uczęszczał do szkoły St Edmund Hall w Oksfordzie, gdzie dwukrotnie otrzymał tytuł Blue w spotkaniach piłki nożnej przeciwko Cambridge University w 1984 i 1985. Studia na wydziale prawa zakończył w 1986 i w 1992 wyjechał do Stanów Zjednoczonych, gdzie rozpoczął pracę w Latham & Watkins.
W 1994 wstąpił do nowo powstałej Major League Soccer, gdzie w 2001 został zastępcą komisarza. W MLS zarządzał strategicznymi i biznesowymi decyzjami oraz gałęzią marketingową – Soccer United Marketing, której był prezesem. Pomagał również promować Meksykańską Federację Piłkarską oraz Złoty Puchar CONCACAF.
W listopadzie 2008 Gazidis przyjął stanowisko szefa wykonawczego Arsenalu, które oficjalnie objął 11 stycznia 2009. Wcześniej funkcję tę pełnił Keith Edelman, natomiast sam Gazidis przejął wiele zadań, które wcześniej wykonywał były wiceprezes David Dein. Od 1 grudnia 2018 jest dyrektorem generalnym włoskiego klubu piłkarskiego, AC Milan.